# Parlamento in
Parlamento in è stato un programma televisivo d'attualità in onda su Canale 5 e successivamente su Rete 4, a partire dal 21 dicembre 1985 fino al 2003.

## La trasmissione
La trasmissione, in onda il sabato in seconda serata su Canale 5, si proponeva come un'alternativa meno istituzionale dell'omologa della RAI intitolata Oggi al parlamento. Raccontava, con un linguaggio semplificato e adatto ad un pubblico generalista, le ultime notizie provenienti dal Parlamento italiano, con un occhio di riguardo nei confronti delle leggi promulgate e dei provvedimenti in esame alle camere. Dal momento che i telegiornali non sono stati presenti sulle reti Fininvest fino al 1991, nei primi anni il programma rappresentava uno dei pochi spazi informativi presenti sulle televisioni commerciali.
Portata al debutto da Rita dalla Chiesa e Francesco Damato, nel 1988 si diede un'impronta più autorevole alla trasmissione, affidandola a Emilio Carelli e Cesara Buonamici, che nel 1992 lanciarono insieme a Enrico Mentana, Paolo Di Mizio, Barbara Pedri, Salvo Sottile, Gioacchino Bonsignore, Giuseppe De Filippi, Sandro Provvisionato, Paola Rivetta, Cristina Parodi, Didi Leoni, Lamberto Sposini e Clemente Mimun il TG5.
Nel 1997 la conduzione passa in mano a Piero Vigorelli, mentre nel 1999 il programma trova una nuova collocazione su Rete 4, nel pomeriggio della domenica. In questo periodo si affianca anche Europa in, dedicato alle attività del Parlamento europeo.
Con la diffusione dei talk show e la presenza sempre più capillare dei notiziari nelle reti televisive, la trasmissione viene soppressa nel 2003.